# Orzivecchi
Orzivecchi (i Urs Vècc o anche Iurvècc in dialetto bresciano) è un comune italiano di 2 489 abitanti della provincia di Brescia in Lombardia.

## Origini del nome
È probabile che il toponimo Orzi (che diverrà Orzivecchi quando nel 1193 il Comune di Brescia fonderà Orzi Nuovi) derivi dalla corruzione nel tempo del nome del patrono san Giorgio, in latino Georgius, attraverso Orgi, poi Orci (pron. "ortzi") e Orceus (pron. "ortzeus"): da quest'ultimo per paraetimologia deriverebbe "orso".

## Storia
Orzivecchi è un comune nato nel XII secolo, dopo l'inizio del regno della famiglia Martinengo in Lombardia.

### Simboli
dello stesso. Ornamenti esteriori da Comune.»
La figura del rastrello è la trasformazione di un lambello, segmento orizzontale dentato presente nello stemma degli Angiò, divenuto segno di appartenenza alla fazione guelfa, raffigurato come il pettine di un vero rastrello con i denti appuntiti.
Il gonfalone è un drappo di azzurro.

## Monumenti e luoghi d'interesse
La località è sede parrocchiale con la chiesa dei santi Pietro e Paolo, la cui presenza è indicata già nel XV secolo e che fu ricostruita nel XVIII secolo.
Molto amata dagli abitanti è l'antica pieve di Santa Maria conosciuta come Pieve di Bigolio e risalente tra il VII e l'VIII secolo cristianesimo.

## Società

### Evoluzione demografica
Abitanti censiti

## Infrastrutture e trasporti
Fra il 1928 e il 1950 Orzivecchi era servita da una stazione posta lungo la tranvia Brescia-Soncino.
Nel 1932 venne attivata anche la stazione ferroviaria sulla Ferrovia Cremona-Iseo, ora non più in funzione.